# Dansk grammatik
 Der er for få eller ingen kildehenvisninger i denne artikel, hvilket er et problem. Du kan hjælpe ved at angive troværdige kilder til de påstande, som fremføres i artiklen.

Dansk grammatik er det danske sprogs grammatik, dvs. læren om, hvordan ordene forandrer form i forskellige funktioner (morfologi), og hvordan ordene sættes sammen til meningsfulde sætninger (syntaks).
Dansk er et svagt flekterende sprog. Det har relativt få bøjningsformer, men kan også ses som et agglutinerende sprog, hvis man opdeler bøjningsparadigmerne i kategorier, der hver har én betydning.:221-223 

## Substantiver
På dansk kan substantiver (også kaldet navneord) bøjes i tal og bestemthed. Et substantiv har køn som en indbygget egenskab som andre ord (adjektiver, artikler m.m.) skal bøjes efter.:171  Derudover findes en genitivform.

### Køn
Danske substantiver kan normalt opdeles i to køn: fælleskøn (også kaldet utrum eller n-ord) og intetkøn (også kaldet netrum eller t-ord). Kønnet har betydning for, hvilken form en artikel eller et adjektiv, der lægger sig til substantivet, skal have, f.eks. en fattig- dreng over for et fattigt barn. På samme måde har bestemthedsendelsen forskellig form alt efter kønnet: drengen og barnet.:63 
Flere danske dialekter har bevaret den oprindelige inddeling af substantiverne i tre køn: hankøn, hunkøn og intetkøn. I disse dialekter har artiklen en forskellig form i hankøn og hunkøn (f.eks. hankøn: katti(n), hesti(n), månenj over for hunkøn: kætten (hunkat), solen, verden, kvinden).
Mange plurale tantum (ord der udelukkende findes i flertal, fx penge) kan angives uden køn.
Visse ord der oftest forekommer uden kendeord, fx druk, kan angives med både fælleskøn og intetkøn.
Andre ord har lidt forskellig betydning afhængig af om fælleskøn eller intetkøn benyttes til ordet. 
Fx angives kirsebær i fælleskøn til at betyder "kirsebærtræ", mens det i intetkøn sættes til betydningen "en frugt" (fra kirsebærtræet).
I nogle tilfælde kan der være variation i brugen af køn.
Ordet hamster vil normativt være fælleskøn, men en ung generation kan i 2020'erne i stedet benytte intetkøn: "et hamster".

### Kasus
I den tidlige middelalder havde dansk fire kasus: nominativ, akkusativ, dativ og genitiv (som islandsk, færøsk og tysk). Nominativ og akkusativ faldt i løbet af det 12. århundrede sammen. Dativ er i dag kun bevaret i faste udtryk, f.eks. på fode, i live, stundom (dativ pluralis af stund). I modsætning til substantiver skelner pronominerne mellem nominativ og oblik (også kaldet akkusativ).
På moderne dansk består kasusbøjningen af substantiver af en genitivform, og formen uden genitivendelse kan kaldes nominativ. Genitivformen består af endelsen -s som placeres efter alle andre endelser. Hvis et substantiv slutter på -s inden tilføjelse af genitivendelse, markeres det i skriftsproget i stedet med en apostrof. Ved personnavne der i forvejen slutter på -s udtales genitivformen ofte -es.:68  Eftersom -s kan skilles fra substantivet og sættes på et hvilket som helst ord eller et helt sætningsled, kan det diskuteres, om der overhovedet er tale om en kasusbøjning. Et eksempel (taget fra internettet) er denne sætning:
"Jeg håber virkelig at du vil prøve at sætte dig i en af de dødes sted, eller i en af dem der mistede en af dem de elskers sted"
Her er et genitiv-s hæftet på et finit verbum, hvilket ville være uhørt i et kasussprog (som tysk, russisk eller latin). I virkeligheden er det hele sætningsleddet "en af dem der mistede en af dem de elsker", der på den måde bliver sat i genitiv. Denne frie brug af genitiv-s er almindeligt i talt sprog, men vil blive opfattet som forkert i det skrevne sprog af mange sprogbrugere.
På ældre dansk kunne genitiv også stå efter bestemte præpositioner, særlig til. Denne brug er bevaret i faste udtryk: til vands, til søs. Udtrykkene til stede og til hånde har bevaret den gamle genitiv pluralis på -a.

### Bestemthed
Substantiver bøjes efter bestemthed. Bestemthed markerer at modtager forventes at kende det som substantivet henviser til, mens ubestemthed bruges når modtager ikke har forudgående kendskab. Den ubestemte form i singularis er substantivets umarkerede form, dvs. uden endelse. Den bestemte form i singularis markeres med en endelse som afhænger af substantivets iboende køn: fælleskønsord tager -en, mens intetkønsord tager -et; dog uden e hvis ordet allerede ender på det, medmindre det er trykstærkt. Den bestemte form i pluralis markeres med endelsen -ne hvis det forekommer efter pluralisendelserne -er eller e, eller -ene hvis substantivet ikke har en pluralisform markeret med en endelse (fx (en) mus - (flere) mus). Ved tilføjelsen af endelser kan substantiverne blive ramt af synkope, og i skriftsproget kan bøjningerne medføre konsonantfordobling (fx spil - spillet).:66-67 
Bestemthedsendelse er historisk et gammelt pronomen, oldnordisk inn "denne" (beslægtet med engelsk yone og tysk jener). Eftersom de to elementer er smeltet sammen både ortografisk og fonetisk, kan man tale om en særlig bøjningsform.[kilde mangler]
Bestemthed bliver ikke udtrykt ved bestemthedsendelse, hvis der lægger sig et adjektiv til det pågældende substantiv. Her bruges der i stedet de bestemte artikler den, det, de foranstillet substantivet i ubestemt form (norsk og svensk har i disse tilfælde både foranstillet og efterstillet artikel på én gang).:172 
|              | Ubestemt artikel     | Ingen artikel                   | Bestemt artikel | Bestemt artikel  |
| Efterstillet | Ubestemt artikel     | Ingen artikel                   | Foranstillet    |                  |
| ------------ | -------------------- | ------------------------------- | --------------- | ---------------- |
| fælleskøn    | en bog en billig bog | Lones bog Lones billige bog     | bogen           | den billige bog  |
| intetkøn     | et hus et stort hus  | Peters hus Peters store hus     | huset           | det store hus    |
| pluralis     | bøger billige bøger  | Lones bøger Lones billige bøger | bøgerne         | de billige bøger |

### Tal
Tællelige substantiver bøjes i tal: enten i en singularisform (ental), der er umarkeret, eller en pluralisform (flertal). Pluralisformen laves for ca. 70% af de tællelige substantiver ved at tilføje endelsen -er der har formen -r hvis substantivets umarkerede form slutter på e. Omtrent 20% af dem får endelsen -e, mens 10% ikke markeres. Lån fra andre sprog bevarer ofte deres pluralisform i det långivende sprog (fx. hotdog - hotdogs fra engelsk eller konto - konti fra italiensk) eller har både en pluralisform med den danske samt indlånte endelse (fx singularis forum med pluralisformerne fora fra latin og forummer). Bøjningen kan medføre synkope eller at ordet skrives med dobbeltkonsonant. En mindre gruppe har pluralisformer som udover evt. endelse markeres med omlyd (fx. and - ænder). Abstrakte og utællelige substantiver har ikke en pluralisform. Enkelte substantiver (plurale tantum) findes kun i en pluralisform (fx. bukser). Både fælles- og intetkønsord kan have alle tre forskellige pluralisformer - med -e, -er eller ingen endelse.:64-66 
| køn       | singularis                        | singularis                  | pluralis                 | pluralis                          |
| køn       | ubestemt                          | bestemt                     | ubestemt                 | bestemt                           |
| --------- | --------------------------------- | --------------------------- | ------------------------ | --------------------------------- |
| fælleskøn | en dreng en sag en kvinde en mus  | drengen sagen kvinden musen | drenge sager kvinder mus | drengene sagerne kvinderne musene |
| intetkøn  | et land et fængsel et æble et lyn | landet fængslet æblet lynet | lande fængsler æbler lyn | landene fængslerne æblerne lynene |

Fravær af endelse i pluralis er dog mere almindelig i intetkøn, og det var oprindelig den eneste endelse (lande hed tidligere land osv.). Den bestemte pluralisform består af pluralisformen efterfulgt af -ne uanset grammatisk køn.
Nogle substantiver bøjes dog efter andre mønstre hvor de ændrer vokalen i flertal:
|       | pluralis -er                                                                                       | pluralis -e                       | pluralis -  |
| ----- | -------------------------------------------------------------------------------------------------- | --------------------------------- | ----------- |
| a ⇒ æ | and - ænder kraft - kræfter nat - nætter stad – stæder stand - stænder tand – tænder tang – tænger | fa(de)r – fædre                   | mand – mænd |
| a ⇒ ø | | datter - døtre                    | barn – børn |
| o ⇒ ø | bog – bøger bonde - bønder fod – fødder klo – kløer ko – køer rod - rødder so – søer               | bro(de)r – brødre mo(de)r – mødre |             |
| å ⇒ æ | hånd – hænder rå – ræer tå – tæer                                                                  |                                   | gås - gæs   |

Der er tale om omlyd, dvs. en ændring af vokalen under indflydelse af en vokal i den følgende stavelse. Disse substantiver tilhører en særlig gruppe af såkaldte konsonantstammer, der på urnordisk havde pluralisendelsen -iz, hvorimod de fleste andre han- og hunkønsord havde endelsen -ōz. Udover at ændre vokalen er disse substantiver også kendetegnet ved at bevare et eventuelt stød i flertal. Dette kan ligeledes forklares med henvisning til den forskellige endelse: På olddansk er den første nemlig reduceret til -R, hvorimod den anden er blevet til -aR; tænnR var på den måde et enstavelsesord og fik derfor stød, mens dagaR var et tostavelsesord og fik derfor ikke stød.
Der er et enkelt intetkønsord med vokalændring: barn – børn. Her er der også tale om omlyd, men denne gang ikke i-omlyd, men u-omlyd, idet urnordisk i intetkøn havde pluralisendelsen -u (tidligere -ō). Et a bliver på olddansk å-agtigt foran et (eventuelt forsvundet) u, og dette å bliver senere til ø. I alle andre intetkønsord er u-omlyden imidlertid blevet opgivet allerede i middelalderen, og på svensk er den endda også forsvundet i dette ord (barn). På islandsk lever den derimod i bedste velgående: börn "børn", lönd "lande", vötn "vande" osv.

## Pronominer
De danske pronominer (også kaldet stedord) kan opdeles i flere underklasser: personlige, upersonlige, demonstrative m.m. 

### Personlige pronominer
De personlige pronominer er en række ord der referer til en kategori og markerer dens tilstedeværelse i konteksten - fx tilstedeværelse når man taler til en du-person, eller tidligere benævnelse ved bruge af tredje person. Udover de forskellige personformer, har pronominerne kasusformer - enten nominativ eller oblik (evt. også kaldet akkusativ). De kan evt. også få et genitiv-s på, men har også separate possessive former til tilsvarende funktioner. De menneskelige pronominer kan inddeles efter sexus, mens den og det reflekterer samme kategorier af grammatisk køn som substantiverne.:180-181 
|                                  |            | Nominativ  | Oblik      | Possessiv  | Possessiv  | Possessiv  |            |
| fælleskøn                        | intetkøn   | Nominativ  | Oblik      | pluralis   |            |            |            |
| Singularis                       | Singularis | Singularis | Singularis | Singularis | Singularis | Singularis | Singularis |
| -------------------------------- | ---------- | ---------- | ---------- | ---------- | ---------- | ---------- | ---------- |
| første person                    |            | jeg        | mig        | min        | mit        | mine       |            |
| anden person                     |            | du         | dig        | din        | dit        | dine       |            |
| anden person                     | høflig     | De         | Dem        | Deres      | Deres      | Deres      |            |
| tredje person (menneskelig)      | hankøn     | han        | ham        | hans       | hans       | hans       |            |
| tredje person (menneskelig)      | hunkøn     | hun        | hende      | hendes     | hendes     | hendes     |            |
| tredje person (ikke-menneskelig) | fælleskøn  | den        | den        | dens       | dens       | dens       |            |
| tredje person (ikke-menneskelig) | neuter     | det        | det        | dets       | dets       | dets       |            |
| refleksiv                        |            | -          | sig        | sin        | sit        | sine       |            |
| Pluralis                         |            |            |            |            |            |            |            |
| første person                    |            | vi         | os         | vor        | vort       | vore       |            |
| første person                    | vores      | vi         | os         |            |            |            |            |
| anden person                     |            | I          | jer        | jeres      | jeres      | jeres      |            |
| anden person                     | høflig     | De         | Dem        | Deres      | Deres      | Deres      |            |
| tredje person                    |            | de         | dem        | deres      | deres      | deres      |            |
| refleksiv                        |            | -          | sig        | deres      | deres      | deres      |            |

Den høflige form har siden 1970'erne ikke været almindeligt at bruge, når man taler til fremmede. Det bliver i dag næsten kun brugt i offentlige skrivelser og over for medlemmer af kongehuset. Det har dog i de senere år fået en renæssance i butikssproget. Som en hovedregel kan man dog sige du i en hvilken som helst situation, uden at det vil være påfaldende.
Det refleksive pronomen bruges, når et objekt eller et possessiv er identisk med sætningens subjekt (i tredje person): f.eks. manden slog sin kone ihjel ~ manden slog hans kone ihjel.

## Verber
Det danske verbum har ni[kilde mangler] forskellige bøjningsformer. Verbalformerne deles op i finitte og infinitte former, hvor de finitte er sætningsdannende.:99 
| Infinitiv             | (at) vente | (at) ventes, (at) blive ventet |
| Verbalsubstantiv      | venten     |                                |
| Præsens participium   | ventende   |                                |
| Perfektum participium | ventet     |                                |
| finitte former        |            |                                |
| Præsens               | venter     | ventes, bliver ventet          |
| Præteritum            | ventede    | ventedes, blev ventet          |
| Imperativ             | vent       | bliv ventet                    |

### Person og tal
I modsætning til mange andre sprog, bøjes danske verber ikke i person eller tal: jeg venter, du venter, han, hun, den, det venter, vi venter, I venter, de venter. Indtil begyndelsen af det 20. århundrede var det dog almindeligt at bøje i tal i dannet skriftligt sprog. Disse former kan man stadig møde i ældre prosa og salmer:
|            | Svage verber | Svage verber | Stærke verber | Stærke verber | Stærke verber       | Stærke verber       | Stærke verber       | Modalverber | Modalverber |
|            | singularis   | pluralis     | singularis    | pluralis      | singularis pluralis | singularis pluralis | singularis pluralis | singularis  | pluralis    |
| ---------- | ------------ | ------------ | ------------- | ------------- | ------------------- | ------------------- | ------------------- | ----------- | ----------- |
| Præsens    | venter       | vente        | tager         | tage          | vinder vinde        | går gange           | hjælper hjælpe      | skal        | skulle      |
| Præteritum | ventede      | ventede      | tog           | toge          | vandt vunde         | gik ginge           | hjalp hjulpe        | skulde      | skulde      |
| Imperativ  | vent         | venter       | tag           | tager         | vind vinder         | gak ganger          | hjælp hjælper       | -           | -           |

I den autoriserede oversættelse af Det Nye Testamente fra 1907 hed det således Søger, saa skulle I finde (Matt. 7:7, Luk. 11:9); det var i 1948-oversættelsen blevet til Søg, så skal I finde.

### Modalverber
Modalverberne er også en gruppe af uregelmæssige verber. De kaldes også præteritopræsentiske verber, fordi deres præsens har samme form som et stærkt verbums præteritum (uden endelse i stedte for -er som i andre verber). Historisk er der tale om præteritum, i en resultativ betydning: jeg ved betyder oprindelig jeg har set, erfaret (jf. latin videō "se").
Modalverber bruges til at udtrykke modale kategorier som mulighed og kunnen. De styrer i den anvendelse infinitiv uden at i modsætning til andre verber, der følges af en infinitiv. Det er dog ikke alle præteritopræsentiske verber, der kan kaldes modalverber, således ikke vide.
| Infinitiv | Præsens | Præteritum | Participium |
| --------- | ------- | ---------- | ----------- |
| burde     | bør     | burde      | burdet      |
| kunne     | kan     | kunne      | kunnet      |
| måtte     | må      | måtte      | måttet      |
| skulle    | skal    | skulle     | skullet     |
| turde     | tør     | turde      | turdet      |
| ville     | vil     | ville      | villet      |

### Tider
Af tempus har verberne en præsensform (også kaldet nutid) og en præteritumsform (også kaldet datid). Præsensformen dannes ved at tilføje -r til infinitivformen, eller via en anden analyse tilføje -er til imperativformen. Verber med en rod der slutter på r i forvejen, udtales i præsens på samme som infinitiv formen, selvom de staves anderledes, fx. invitere-inviterer og høre-hører.:102 

#### Svage og stærke verber
Der skelnes ligesom i de andre germanske sprog mellem to præteritumsformer: stærke og svage verber. De svage verber danner præteritum med endelsen -ede eller -te, hvor de stærke verber ikke har nogen endelse i præteritum, men som regel en vokalændring (aflyd).:102 
De svage verber findes i to undergrupper: den store svage klasse af verber danner præteritum og participium på hhv. -ede og -et, og den lille svage klasse af verber (ca. 110 eksemplarer) danner præteritum og participium på -te, -t. De to grupper holdes dog ikke skarpt adskilt. I den lille svage gruppe findes der en række verber, der har vokalændring pga. omlyd i præteritum og participiet, f.eks. sætte : satte, sælge : solgte.:103 

#### Ikke-morfologiske tider
førnutid og førdatid dannes med hjælpeverbet har, havde + participiet, f.eks. han har købt en bil, han havde købt en bil. En række bevægeverber danner dog perfektum med er, var: han er gået sin vej (som på tysk er ist gegangen og fransk il est allé, men modsat engelsk he has gone). Nogle verber har begge muligheder, således at har bliver brugt for handlingen og er for resultatet: han har rejst meget, men han er rejst.
Fremtid udtrykkes med modalverberne vil eller skal + infinitiv, f.eks. tror du, det vil regne?, vi skal nok komme igen i morgen. Ofte står der blot en præsens, idet fremtidsbetydningen fremgår af sammenhængen, f.eks. i morgen køber han en bil.

### Modus
Dansk har to modus, indikativ og konjunktiv. Sidstnævnte findes i disse to former:
- Den germanske præsens konjunktiv er faldet sammen med infinitiven på dansk og bliver kun brugt i faste udtryk med en ønskende betydning: f.eks. leve kongen, det være hermed gjort.
- Den germanske præteritum konjunktiv er faldet sammen med præteritum indikativ på dansk. Den er stadig i levende brug i følgende anvendelser:
  - Potentialis: Betingelsesledsætninger, der udtrykker mulighed. har præteritum, mens den overordnede sætning enten har præteritum eller, mere almindeligt, ville + infinitiv i den overordnede sætning. F.eks. hvis jeg var rig, byggede jeg et palads / ville jeg bygge et palads eller (uden konjunktion i betingelsessætningen) var jeg rig, byggede jeg et palads.
  - Optativ: Et ønske bliver normalt udtrykt med gid eller bare + præteritum: gid jeg havde en elefant, bare det aldrig var sket. Den kan også udtrykkes med en elliptisk betingelsessætning, gerne med et adverbium som bare eller blot, f.eks. hvis jeg da bare havde en elefant!, var det bare aldrig sket!).
  - Imaginativ: I børnelege er det almindeligt at bruge præteritum, når der tales om de forestillede personers tanker og handlinger.

### Diatese
Ligesom de andre nordiske sprog har dansk en særlig passiv diatese med endelsen -s, der historisk set er en reduceret form af det refleksive pronomen sig, e.g. han kalder sig > han kaldes (sammenlign italiensk si chiama "han hedder"). Denne s-passiv bruges side om side med en passivform dannet med verbet blive + participiet. Passiv står i modsætning til aktiv som ikke markeres.

### Participium
De stærke verber havde oprindelig også en særlig endelse i participiet, -en i stedet for -(e)t. Denne endelse er stadig levende i jysk i alle anvendelser af participiet, f.eks. jeg har funden ud af det, han har hjulpen mig – som det er almindeligt i ældre dansk. På moderne rigsdansk bruges en-endelsen derimod kun, når participiet fungerer som et adjektiv, og det kun i skarp konkurrence med t-former, f.eks. opgaven er bunden, en ubuden gæst (men en uindbudt gæst!).

## Ordstilling

### Hovedsætninger
I en dansk sætning har rækkefølgen af ordene betydning for, hvilken funktion de enkelte ord har i sætningen. Det, der i et kasussprog bliver udtrykt ved hjælp af kasus, bliver på dansk altså udtrykt ved en særlig placering af det pågældende ord.
I en hovedsætning vil man i reglen have følgende ordstilling:
Forfelt || Finit verbum | Subjekt | Adverbium A || Infinit verbum | Objekt | Adverbium B
Man taler gerne om Diderichsens feltskema. Forfeltet er det sted, hvor man sætter et ord, der særlig skal fremhæves. Hvis der ikke er noget andet ord, vil man i en fremsættende sætning trække subjektet frem i forfeltet:
Manden || ville | – | ikke || være | taget | af sted
Så meget | vil | jeg | ikke || give | – | for en brugt bil
For tusind år siden | erobrede | vikingerne | – || – | England | -
Da han var kommet hjem fra ferie || fandt | han | – || – | døren | ulåst
Sverige | har | jeg | ikke || været | – | i (men jeg har engang været i Norge)
Spist den | har | han | ikke || – | – | – (nej, han har slugt den)
I en spørgende sætning vil man enten sætte et spørgende pronomen eller adverbium i forfeltet eller lade det stå tomt, dvs. begynde med verbet:
– || Har | manden | virkelig || slået | sin kone | ihjel?
Hvor || har | du | – || lagt | kniven? | -
Når subjektet kommer i forfeltet, taler man om ligefrem ordstilling, mens man taler om omvendt ordstilling (eller inversion), når subjektet følger verbet. Som det fremgår, er det den omvendte ordstilling, der er er grundprincippet i en dansk hovedsætning, men i realiteten er ligefrem ordstilling langt hyppigere end omvendt ordstilling.
Rækkefølgen af subjekt, verbum og objekt varierer fra sprog til sprog. Der er seks tænkelige rækkefølger: SVO, SOV, VSO, VOS, OVS, OSV. Dansk (og de andre nordiske sprog og tysk er egentlig et VSO-sprog. Engelsk og de romanske sprog har næsten altid VSO (selv om engelsk har rester af OSV). På Latin er ordstillingen fri, men det hyppigste er SOV. Se også artiklen sprogtypologi.

### Ledsætninger
Ledsætninger har en noget anden ordrækkefølge:
Sætningsindleder || Subjekt | Adverbium A | Finit verbum || Infinit verbum | Objekt | Adverbium B
Som det ses er verbet skubbet hen efter det første adverbiumsfelt. Denne forskydning er beslægtet med den velkendte tyske regel, der sætter det finitte verbum til sidst i en sætning.
(Han fortalte sin kone,) at || butikken | ikke | havde || – | flere kartofler |
(Huset,) som || de | havde | – || købt | – | for tredive år siden, (var nu til salg)
På dansk kan reglen dog blive brudt, hvis der af den ene eller den anden grund bliver sat et led ind først i bisætningen. Her vil der normalt være hovedsætningsordstilling:
(Moderen råbte, at) hvis de ikke kom ind nu, || ville | de | snart || få | enden | på komedie